# Krynyčky
Krynyčky (in ucraino Кринички?) è un insediamento rurale ucraino (3 970 abitanti) nel distretto di Kam"jans'ke, nell'oblast' di Dnipropetrovs'k. Ospita l'amministrazione della comunità territoriale di Krynyčky, una delle comunità territoriali dell'Ucraina.
Fino al 18 luglio 2020 Krynyčky è stata il centro amministrativo del Distretto di Krynyčky, abolito come parte della riforma amministrativa dell'Ucraina, che ha ridotto a sette il numero dei distretti dell'oblast' di Dnipropetrovs'k. L'area del distretto di Krynyčky è stata fusa nel distretto di Kam"jans'ke.
Fino al 26 gennaio 2024 Krynyčky era classificata come insediamento di tipo urbano. Da tale data è entrata in vigore una nuova legge che ha abolito questo status e Krynyčky è stata riclassificata come insediamento rurale.